# 대부 (소설)
《대부》(代父, 영어: The Godfather)는 마리오 푸조가 1969년 3월에 발표한 장편 소설로 마피아 세계의 사랑과 배신, 인간 내면의 추악함과 그 이면을 그려내었으며 프랜시스 포드 코폴라 감독에 의해 영화화되었다.

## 주요 등장인물
- 비토 코를레오네

뉴욕 마피아 조직 코를레오네 패밀리의 보스. 대부 시리즈의 주인공으로 뛰어난 선견지명과 냉정함, 자상함을 겸비한 카리스마 넘치는 인물이다. 본래 비토는 이탈리아 시칠리아의 코를레오네 마을 출신으로 본명은 '비토 안돌리니'. 어린시절 마피아 보스인 돈 치치에 의하여 아버지가 살해당하고, 아버지의 복수를 위하여 집을 나가버린 형도 죽게 된다. 비토 본인도 돈 치치에게 살해당할 위기에 처했으나 어머니의 도움으로 목숨을 건지고 이탈리아를 떠나 미국으로 떠나게 된다.
이후 식료품 가게의 점원으로 일하면서 카밀라란 여인과 결혼하고 아이들을 낳지만, 우연한 기회에 피터 클레멘자와 그 친구인 살 테시오와 얽히면서 불법적인 사업으로 발을 들인다. 처음엔 작은 규모의 사기 정도였지만, 이탈리아 이민자 마을의 보스인 돈 파누치를 비토가 직접 살해한 것을 계기로 마을 안의 권력을 잡게 된다. 이후 이탈리아산 올리브유를 수입하는 회사를 차리고는 뒤에선 마피아 조직을 만들며 점점 세력을 키워 나가게 된다.
이렇게 조직을 만들게 된 비토는 이탈리아 이민자들의 크고 작은 부탁을 들어주거나 분쟁을 처리해 주는 것으로 마을 사람들의 신뢰와 존경을 얻게 되었고, 법원과 경찰쪽 사람들과 돈독한 관계를 맺게 되면서 코를리오네 패밀리는 뉴욕 최고의 조직으로 자리매김한다.
작중 초반부, 뉴욕의 중견 마피아 조직의 보스인 솔로조가 마약사업을 벌이자고 제안하지만 마약사업은 위험부담이 너무 크다며 거절하게 된다. 이때문에 솔로조 일당의 공격을 받아 죽을 위기에 놓였지만, 간신히 목숨만은 건지게 된다. 이후로는 건강이 악화되어 세째아들인 마이클 코를리오네에게 패밀리의 보스자리를 넘기고 조직의 조언가로 물러난다. 이때 비토는 뉴욕 마피아 조직들이 코를리오네 피밀리를 붕괴시킬 음모를 꾸밀거라는 귀뜸을 마이클에게 해주는데, 마이클이 코를리오네 피밀리에 반감을 가진 마피아 조직들을 소탕하는데 결정적인 역할을 한다. 그 뒤 손자인 안토니 코를리오네와 함께 토마토밭을 돌보다가 심장마비로 사망.
비토 코를리오네는 무수한 명대사(소설 & 영화 포함)를 남긴 것으로 유명한데, 특히 "그에게 절대로 거절하지 못할 제안을 하도록 하지 (I'm going to make him an offer he can't refuse)."란 대사는 비토 코를리오네가 패밀리를 이끌어온 사상을 단적으로 보여주는 최고의 명대사로 꼽히고 있다. 이외에 "친구는 가까이, 적은 더 가까이 하라 (keep your friends close, keep your enemies closer)" / "네가 생각하고 있는 것을 섣불리 남이 알게 하지 말아라 (Don't let anybody outside of the family know what you're thinking.)" 등 여러 가지 뼈있는 말들을 남겼다.
- 소니 코를레오네 – 비토 코를레오네의 장남
- 프레도 코를레오네 – 비토 코를레오네의 차남
- 마이클 코를레오네 – 비토 코를레오네의 막내
- 케이 애덤스 – 마이클 코를레의 두 번째 아내
- 톰 헤이건 – 비토 코를레오네의 양자이자 조직의 고문관
- 피터 클레멘자 – 코를레오네 패밀리의 간부
- 살바토레 테시오 – 코를레오네 패밀리의 간부
- 에밀리오 바르지니 – 경쟁 조직 바르지니 패밀리의 대부
- 필립 타탈리아 – 경쟁 조직 타탈리아 패밀리의 대부
- 버질 솔로조 – 경쟁 조직 타탈리아 패밀리의 하수인

## 줄거리
1946년, 뉴욕의 마피아 조직의 보스 비토 코를레오네는 딸 코니 코를레오네의 결혼식에서 태평양 전쟁에 참전했던 막내 아들 마이클 코를레오네와 재회한다. 아버지를 사랑했지만 아버지가 속한 마피아 세계를 혐오하며 평범한 소시민으로 살아가기를 원했던 마이클은 아버지의 세계를 멀리한다.
한편, 마약 사업이 신흥 사업으로 떠오르면서 뉴욕의 마피아 조직들이 앞다투어 마약 사업에 뛰어드는 가운데 필립 타탈리아의 하수인인 버질 솔로조는 비토에게 자신의 마약 사업에 협력해 줄 것을 요청하나 비토는 이를 거절한다. 그러나 회의 과정에서 비토의 장남 소니 코를레오네가 자신의 제안에 흥미를 가지는 것을 목격한 솔로조는 비토를 제거하면 소니가 자신의 사업에 참여할 것으로 여기고 비토를 암살하려 하기에 이른다.
결국 솔로조가 보낸 자객에 의해 총격을 받은 비토는 구사일생으로 목숨을 건져 병상에 눕게 되고 비토가 총격을 받으면서 조직은 위기에 빠지게 된다. 이에 소니가 클레멘자와 테시오의 도움으로 임시로 조직을 이끄는 가운데 마이클은 또다시 벌어질 암살의 위험으로부터 아버지를 지키고자 버질 솔로조와 그에게 매수된 맥클러스키 서장을 사살함으로써 암흑계에 입문하게 된다.
보복을 피하고자 클레멘자의 도움으로 시칠리아로 도피한 마이클은 현지에서 은신 생활을 하는 중에 현지 여성과 결혼하기도 하며 나름대로의 행복을 찾게 된다. 그러나 자신을 노린 차량 폭파 테러로 아내가 사망하고 미국에서의 상황이 안정되면서 마이클의 시칠리아 생활은 끝이 난다.
한편, 마이클이 솔로조와 맥클러스키를 사살한 이후 뉴욕에서는 본격적으로 갱 전쟁이 벌어지고 코를레오네 조직은 타 경쟁 조직들과의 유혈 충돌에 휘말리게 된다. 광적으로 갱 전쟁에 매달렸던 소니는 여동생 코니가 남편 카를로에게 폭행당하자 격분하여 카를로를 찾아가게 되는데, 징수소를 통과하는 과정에서 적대 조직들의 매복에 걸려들어 처참히 사살되고 장남마저 사망하자 병중의 비토는 갱 전쟁의 종결을 선언하고 적대 조직들의 요구를 수락하는 조건으로 마이클의 안전을 보장받아 마이클을 귀국시킨다.
귀국한 마이클은 옛 연인 케이 애덤스와 결혼하고 노쇠한 아버지를 대신하여 새로이 조직의 보스로 등극한다. 그러나 이미 조직은 기울어져 있었고, 족벌주의로 조직을 승계받은 마이클에 대하여 살바토레 테시오는 불만을 품고 비밀리에 마이클을 배신하여 에밀리오 바르지니, 필립 타탈리아 등과 모의하여 마이클을 암살할 음모를 꾸민다. 그러나 이 모든 것을 눈치채고 있었던 마이클은 바르지니와 타탈리아를 포함한 경쟁 조직들의 보스들과 아버지의 정적들을 암살하고 배신자 테시오와 형 소니를 죽게 한 매제 카를로를 처단하는데 성공함으로써 뉴욕의 최강 보스로 등극한다.

## 같이 보기
- 마리오 푸조
- 대부